# Demi-fond (cyclisme)
Pour les articles homonymes, voir Demi-fond (homonymie).
Le demi-fond est une compétition de cyclisme sur piste disputée derrière une moto sur des distances variables, en une ou plusieurs manches. Chaque coureur roule derrière un entraîneur à motocyclette (surnommée moto de stayer ou de demi fond). Ces dernières portent à l'arrière un rouleau contre lequel le coureur vient coller sa roue avant afin de profiter au maximum de l'entraînement. Les coureurs pratiquant le demi-fond sont nommés stayers et l'entraîneur est nommé le « pacemaker ».

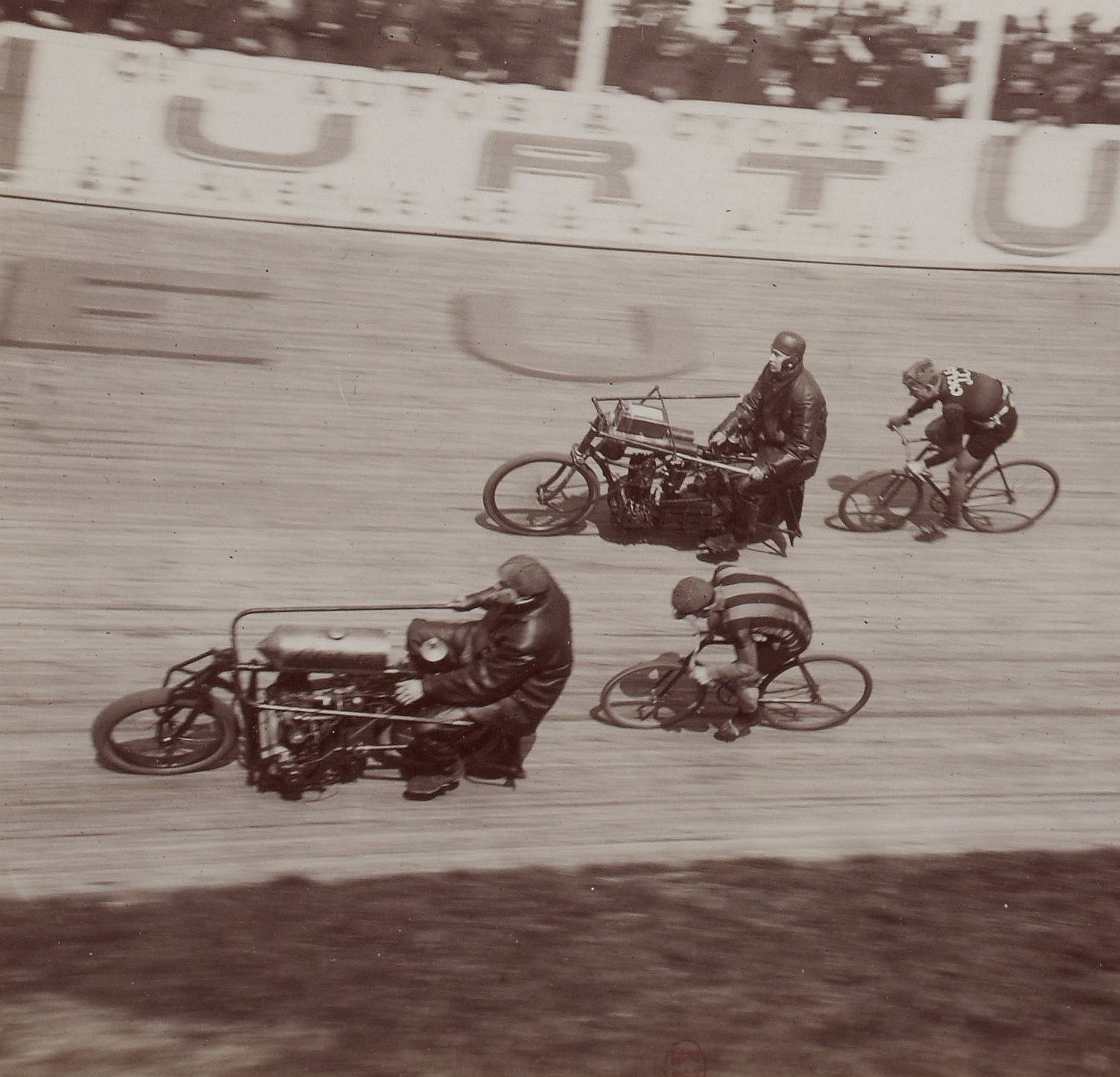
Derny en 1904 (Buffalo).

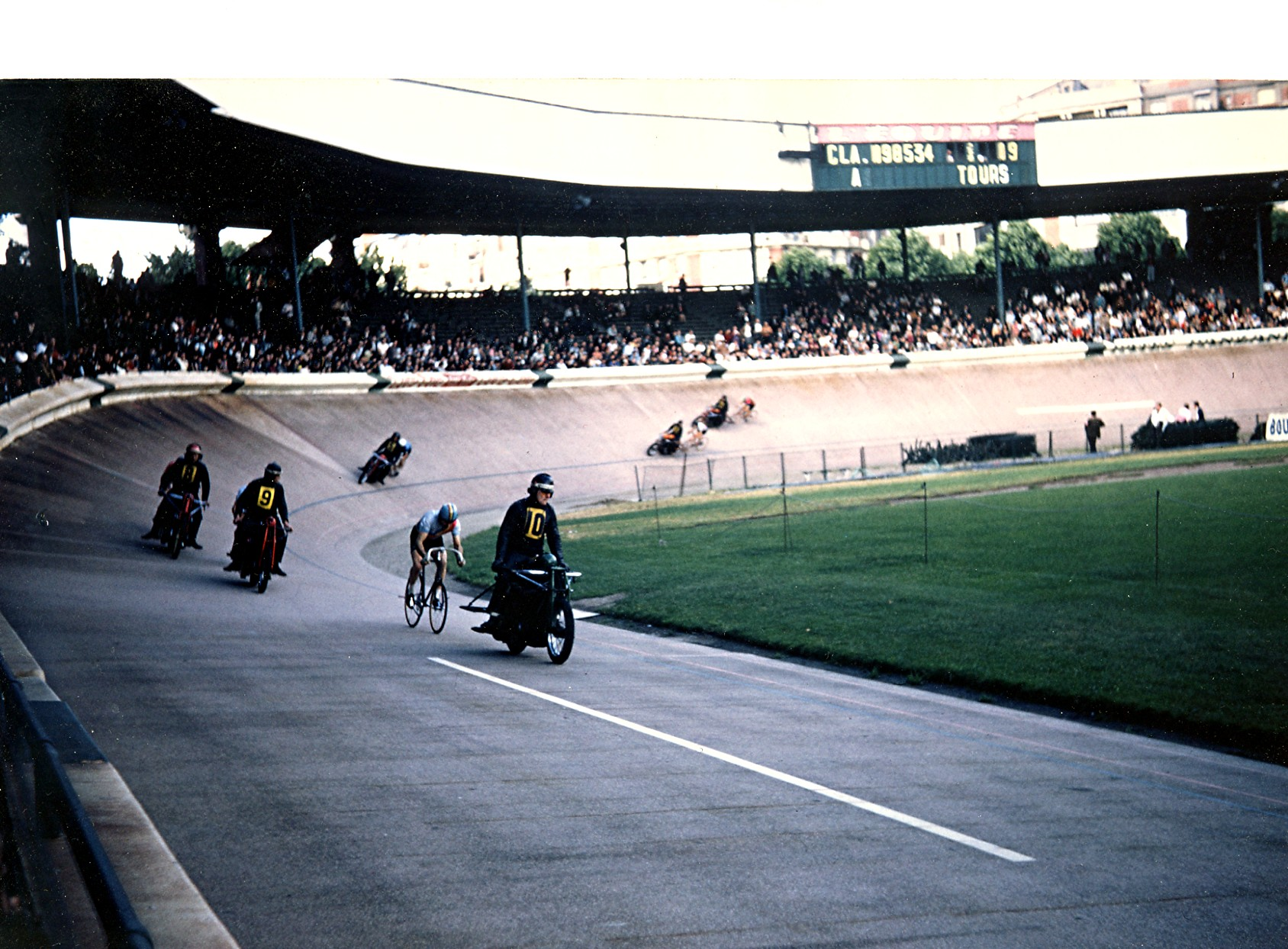
Épreuve de demi-fond au Parc des Princes

## Historique
Après les courses de six jours, disputées individuellement et presque sans interruption, le public s'oriente vers les courses de vitesse puis vers les compétitions de demi-fond. Avant 1902, le demi-fond était le sport numéro 1 aux États-Unis et les stayers étaient plus rémunérés que les joueurs de baseball. 
Ces épreuves très spectaculaires animent durant de nombreuses années les anneaux cyclistes. Ces courses sont très dangereuses, les vitesses dépassant parfois les 100 km/h. Les chutes sont fréquentes et souvent dramatiques, voire mortelles. Malgré ces risques permanents, les coureurs tels que Victor Linart ou Guillermo Timoner se battent sur ces épreuves et deviennent des champions en marquant de leurs empreintes les championnats et les Grands Prix. 
Lors de la catastrophe du vélodrome de Berlin, neuf personnes ont été tuées et plus de 40 blessées, le 18 juillet 1909, sur la piste dans le parc sportif de l'ancien jardin botanique de Berlin. Lors d'une course de stayer, la moto d'un entraineur  a percuté les tribunes et son réservoir a explosé. 
À partir des années 1980, le demi-fond passionne beaucoup moins les foules. Des historiens de la discipline estiment que son déclin est dû aux nombreux arrangements entre pacemakers qui fixent le résultat des courses à l'avance. Le championnat du monde est supprimé après l'édition 1994. Seule l'Allemagne continue d'organiser régulièrement des compétitions comme l'Omnium des As à Dortmund. Bruno Vicino, Constant Tourné et Wilfried Peffgen sont les derniers grands coureurs de la discipline.

## Bicyclettes

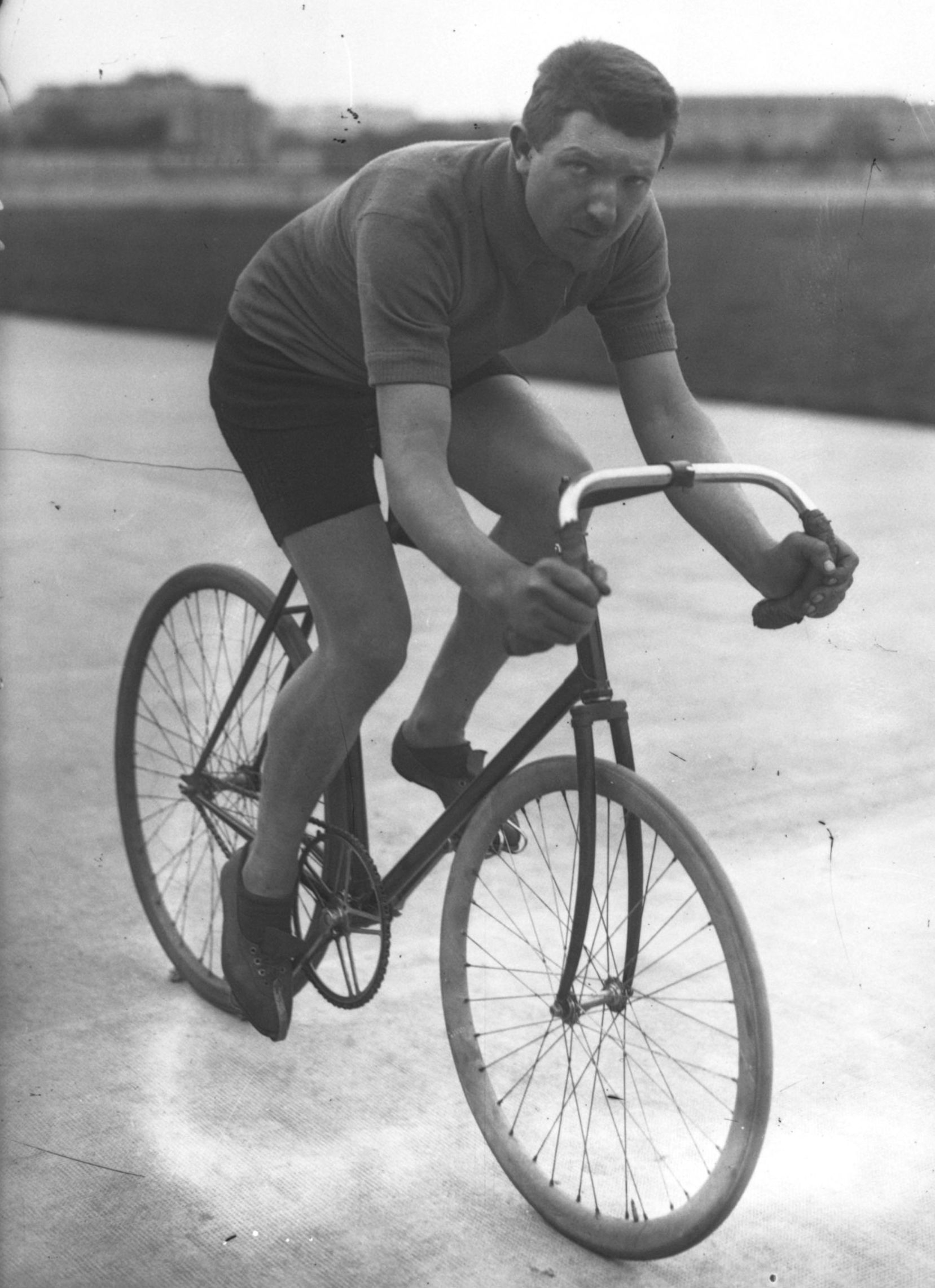
Louis Darragon 1913

Le demi-fond nécessite des bicyclettes spécifiques. La fourche est inversée et la roue avant est plus petite pour être au plus près de l'entraîneur afin de bénéficier au mieux de l'aspiration et de l'abri. Pour des raisons de solidité, en raison des contraintes très importantes dues à la vitesse, les bicyclettes sont en acier. La potence et la selle sont souvent reliées au cadre par une tige métallique pour une meilleure sécurité.
Les coureurs utilisent de grands braquets, avec des plateaux dépassant les 60 voire 70 dents pour des développements généralement supérieurs à 10 m.

## Règlement actuel
Le règlement présenté ci-après est conforme au règlement UCI en date d'octobre 2013.

### Ligne des stayers
Le demi-fond est la seule épreuve utilisant la ligne des stayers. Cette ligne longitudinale, de couleur bleue, est située environ au tiers de la largeur de la piste. Les coureurs doivent se trouver en dessous de cette ligne, sauf pour doubler, auquel cas il est obligatoire de passer au-dessus. Il est également toujours interdit de doubler par la gauche. Un coureur qui double doit toujours le faire en laissant un maximum de place à sa droite.

### Format des compétitions

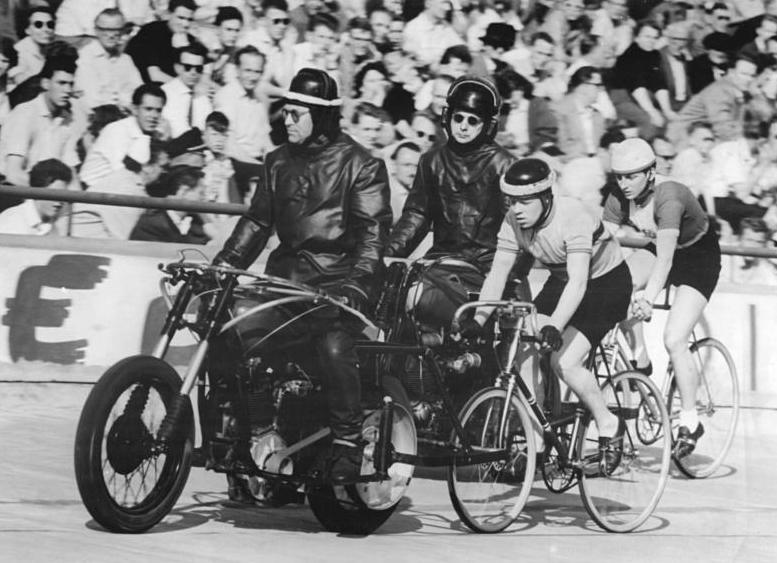
Épreuve de demi-fond en Allemagne en 1958

Les épreuves de demi-fond peuvent se dérouler soit sur une durée déterminée (1 heure), soit sur une distance fixe. Dans ce dernier cas, les distances sont les suivantes :
- séries : 25 km ;
- finale : 2 manches de 30 km chacune.

L'ordre de départ est tiré au sort, sauf pour la deuxième manche de la finale où il est l'inverse de celui de la première manche.
Dans tous les cas, tous les coureurs s'arrêtent au premier passage de la ligne suivant l'arrivée du vainqueur, le classement étant établi en premier lieu par la distance effectuée et en second lieu par l'ordre de passage à l'arrivée. Tout coureur ayant plus de 5 tours de retard sur le coureur de tête est mis hors-course.
Les séries sont courues le même jour. Il y a au moins deux séries et une série compte au maximum huit coureurs. Les coureurs sont qualifiés pour la finale selon les règles suivantes :
- s'il y a deux séries (de 8 à 16 participants au total), les trois premiers de chaque série plus le quatrième de la série la plus rapide sont qualifiés pour la finale ;
- s'il y a trois séries (de 17 à 24 participants au total), les deux premiers de chaque série plus le troisième de la série la plus rapide sont qualifiés pour la finale ;
- s'il y a quatre séries ou plus (de 25 à 56 participants au total), participent à la finale le vainqueur de chaque série plus le deuxième des séries les plus rapides de telle sorte qu’au maximum sept coureurs participent à la finale.

La finale compte au maximum sept coureurs et est courue en deux manches à un intervalle de 30 minutes. Pour chaque manche les points suivants sont attribués :
- 1er : 50 points
- 2e : 35 points
- 3e : 25 points
- 4e : 17 points
- 5e : 11 points
- 6e : 7 points
- 7e : 4 points

Le classement final est obtenu par l'addition des points obtenus par chaque coureur. En cas d'égalité, c'est la place lors de la manche la plus rapide qui est prise en compte.

## Championnats du monde
Les championnats du monde de demi-fond amateur se sont déroulés de 1893 jusqu'en 1914. Ils ont repris seulement en 1958 pour s'arrêter en 1992.
Les championnats du monde de demi-fond professionnel se sont déroulés depuis 1895. Hormis les deux interruptions pendant les guerres mondiales, ces compétitions ont été organisées jusqu'en 1994. Par la suite, c'est le championnat d'Europe qui est la compétition internationale la plus importante de la spécialité.
Le Britannique Leon Meredith a remporté à sept reprises le championnat amateur au cours des années 1900-1910. Chez les professionnels, le record du plus grand nombre de victoires est détenu par l'Espagnol Guillermo Timoner avec 6 titres obtenus entre 1955 et 1965

## Voir aussi

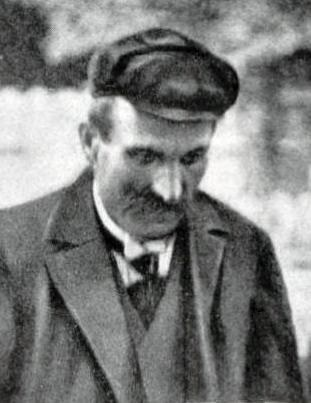
L'entraîneur-'pacemaker' français du Parc des Princes Bertin — ici en août 1908 — quatre fois lié au record mondial de l'heure cycliste derrière motocycle, entre 1900 et 1908 (avec Baugé (2), Guignard et Wills).